# Weifa
Weifa is een plaats in de Duitse gemeente Steinigtwolmsdorf, deelstaat Saksen, en telt 700 inwoners.